# 赵楫 (宋朝)
荊王趙楫（1102年—1103年），宋朝宗室。
宋朝第八代皇帝宋徽宗赵佶的第四子，生母不详，崇寧元年（1102年）二月出生，五月賜名趙楫，授山南東道節度使、檢校太尉，封楚國公。崇寧二年（1103年）二月，改奉寧軍節度使，加開府儀同三司，進封南陽郡王。四月，進封樂安郡王，薨逝，年僅兩歲。追贈太師、尚書令、兼中書令，追封荊王，諡號悼敏。